# Дікерсон-Сіті (Флорида)
Дікерсон-Сіті (англ. Dickerson City) — переписна місцевість (CDP) в США, в окрузі Санта-Роза штату Флорида. Населення — 160 осіб (2020).

## Географія
Дікерсон-Сіті розташований за координатами 30°28′39″ пн. ш. 87°4′9″ зх. д. / 30.47750° пн. ш. 87.06917° зх. д. (30.477598, -87.069040).  За даними Бюро перепису населення США в 2010 році переписна місцевість мала площу 3,45 км², з яких 3,42 км² — суходіл та 0,03 км² — водойми.

## Демографія
Згідно з переписом 2010 року, у переписній місцевості мешкало 146 осіб у 58 домогосподарствах у складі 37 родин. Густота населення становила 42 особи/км².  Було 75 помешкань (22/км²).
Расовий склад населення:
| - 94,5 % — білих - 2,7 % — чорних або афроамериканців |

До двох чи більше рас належало 2,7 %. Частка іспаномовних становила 4,1 % від усіх жителів.
За віковим діапазоном населення розподілялося таким чином: 21,2 % — особи молодші 18 років, 64,4 % — особи у віці 18—64 років, 14,4 % — особи у віці 65 років та старші. Медіана віку мешканця становила 43,8 року. На 100 осіб жіночої статі у переписній місцевості припадало 105,6 чоловіків;  на 100 жінок у віці від 18 років та старших — 98,3 чоловіків також старших 18 років.
Цивільне працевлаштоване населення становило 0 осіб. 